# Ca n'Urgell
Ca n'Urgell és una obra historicista de l'Arboç (Baix Penedès) protegida com a Bé Cultural d'Interès Local.

## Descripció
Edificis de dues plantes. La planta baixa té tres grans portalades molt modificades: la del mig i la de la dreta presenten una porta balconera amb barana de ferro forjat i una porta de llinda, la de l'esquerra una finestra rectangular i una porta. La porta central presenta data de 1891. La planta principal consta d'una alternança entre balcons amb barana de ferro forjat i barana de pedra. A la dreta hi ha una galeria coberta que presenta la mateixa barana de pedra que els balcons. L'edifici és rematat per la típica barana de pedra, arcs d'ogiva i estrelles. A la part posterior del terrat hi ha un altre pis, i davant d'aquest, una torre amb planta estrellada, al centre de la qual veiem una estructura circular amb arcs lobulats i arcs de ferradura i coberta per una cúpula.